# Gustav Unfried
Gustav Unfried (* 24. März 1889 in Stuttgart; † 2. Mai 1921) war ein deutscher Fußballspieler.

## Karriere

### Vereine
Unfried trat dem Stuttgarter Kickers im Alter von 13 Jahren bei und gehörte dem Verein bis im Jahr 1916 und später erneut an, unterbrochen von der Spielzeit 1909/10, als er für den BFC Preußen aktiv gewesen ist.
Am 7. Juni 1908 erreichte er mit seinem Verein das Finale um die Deutsche Meisterschaft, das in Berlin mit 1:3 gegen den Berliner TuFC Viktoria 1889 verloren wurde.
Ein Jahr später spielte er für den BFC Preußen eine Saison lang und bestritt unter anderem das in Hamburg mit 1:4 gegen Holstein Kiel verlorene Viertelfinalspiel der Endrunde um die Deutsche Meisterschaft 1910 neben Mitspielern wie Rudolf Droz, Edwin Dutton, Walter Sorkale und Otto Thiel.
Nach seiner beruflichen Tätigkeit als gelernter Landvermesser in Deutsch-Ostafrika kehrte er nach Stuttgart zurück und absolvierte die Saison 1912/13 erneut für die Stuttgarter Kickers – mit dem Gewinn der Bezirksliga Südkreis und dem der Süddeutschen Meisterschaft. 1913/14 stand er dem Verein berufsbedingt nicht zur Verfügung, 1914/15 fand kein Spielbetrieb statt, sodass er erst wieder in der Saison 1915/16 zur Verfügung stand.

### Auswahl-/Nationalmannschaft
Als Spieler der Auswahlmannschaft des Verbandes Süddeutscher Fußball-Vereine nahm er am Wettbewerb um den Kronprinzenpokal teil. Am 14. November 1909 bestritt er das Halbfinale gegen die Auswahlmannschaft des Verbandes Mitteldeutscher Ballspiel-Vereine das in Nürnberg mit 6:2 gewonnen wurde. Mit seinem Einsatz und dem Tor zum Endstand in der 75. Minute trug er zum Pokalgewinn bei, da seine Auswahlmannschaft ohne ihn am 10. April 1910 auf dem Berliner Viktoria-Platz die Auswahlmannschaft des Verbandes Berliner Ballspielvereine mit 6:5 n. V. bezwang.
Sein Debüt als Nationalspieler gab er am 24. April 1910 im Länderspiel der A-Nationalmannschaft, die in Arnheim mit 2:4 der Niederländischen Nationalmannschaft unterlag.

## Erfolge
- Süddeutscher Meister 1913
- Südkreismeister 1913
- Berliner Meister 1910
- Kronprinzenpokal-Sieger 1910
- Finalist Deutsche Meisterschaft 1908

## Sonstiges
Als Soldat im Ersten Weltkrieg wurde er 1916 mit dem Eisernen Kreuz I. Klasse (EK I) ausgezeichnet.
Als Angehöriger der Schutztruppen in Deutsch-Ostafrika geriet er in englische Kriegsgefangenschaft und kehrte erst 1919 über Malta nach Stuttgart zurück. Er war noch in der Altherrenmannschaft der Kickers aktiv.